# Torres das Amoreiras
Las Torres das Amoreiras (Torres de las Moreras) es un complejo de edificios ubicados en la Av. Engenheiro Duarte Pacheco, en la parroquia de Campo de Ourique, en Lisboa, diseñados por el arquitecto Tomás Taveira y construidos en los años 80 del siglo XX.

## Complejo
El complejo posmodernista fue construido entre 1980 y 1987, y abarca tres torres de oficinas con 20 000 m² cada una, un conjunto habitacional con 115 viviendas, un centro comercial y de ocio, con 58 000 m² y un estacionamiento con capacidad para 1190 coches.

## Ubicación
Situado junto a una de las principales avenidas de la ciudad y se implanta en una zona elevada, destacando mucho en el perfil (skyline) de la ciudad. Su forma se basa en los cascos de los guerreros medievales.
El conjunto de edificios fue construido en el lugar dejado vacante por la demolición de la Estación de las Amoreiras, uno de los (entonces) tres parques de maniobras y resguardo de los tranvías de Lisboa, y de los autobuses operados por Carris.

## Valmor
En 1993, recibió el Premio Valmor y Municipal de Arquitectura.